# Silence, on joue!
Silence, on joue! est un jeu télévisé québécois adapté de l'émission américaine Hollywood Game Night sur NBC. Elle est animée par Patrice L'Écuyer et diffusée depuis le 7 septembre 2015 sur ICI Radio-Canada Télé.

## Concept
Chaque semaine, deux équipes constituées de deux personnalités et d'un chef d'équipe, mettront à profit leur sens logique, leur vivacité d'esprit ainsi que leurs connaissances générales dans une variété de jeux à la fois instructifs et divertissants, tout en restant suffisamment simples pour ressembler à un "party" de sous-sol,.

## Épisodes
1. Semaine 1 (07/09/15 au 11/09/15) : Benoît Brière, Marc Hervieux, Debbie Lynch-White, Catherine Proulx-Lemay et les participants Nicolas Jobin et Marie-Maude Blais
2. Semaine 2 (14/09/15 au 19/09/15) : Patrice Robitaille, Éric Salvail, Julie Le Breton, René Simard ainsi que Marie-Ève Falcon et Marie-Hélène Barrette
3. Semaine 3 (21/09/15 au 25/09/15) : Brigitte Lafleur, Stéphane Bellavance, Vincent Gratton, André Robitaille ainsi que Amélie Arès et David Legault
4. Semaine 4 (28/09/15 au 02/10/15) : Jean-Michel Anctil, Réal Bossé, Sophie Lorain, Normand Brathwaite ainsi que Mylène Gagnon et Jean-Michel Potvin
5. Semaine 5 (05/10/15 au 09/10/15) : Jean-Philippe Wauthier, Édith Cochrane, Gilles Renaud, Julie Perreault ainsi que Sophie Roy et Martin Francoeur
6. Semaine 6 (12/10/15 au 16/10/15) : Pénélope McQuade, Mario Tessier, Katherine Levac, Anne Casabonne ainsi que Yohann Dubuc et Hugo Hang Hong
7. Semaine 7 (19/10/15 au 23/10/15) : Cathy Gauthier, Marie-Claude Barrette, Ève Landry, Léane Labrèche-Dor ainsi que Jennifer Martin et Guillaume Normandin
8. Semaine 8 (26/10/15 au 30/10/15) : Sylvie Moreau, Pier-Luc Funk, Stéphane Archambault, Marie-Chantal Perron ainsi que Benoit Marcheterre et Marie-Claude Lévesque
9. Semaine 9 (02/11/15 au 06/11/15) : Élyse Marquis, Phil Roy, Anne-Marie Withenshaw, Christian Bégin ainsi que Robert Bergevin et Valérie Therrien-Galasso
10. Semaine 10 (09/11/15 au 13/11/15) : Normand D'Amour, Benoît McGinnis, Patrice Bélanger, Mélissa Désormeaux-Poulin ainsi que Caroline Allard et Marie-Ève Duguay
11. Semaine 11 (16/11/15 au 20/11/15) : Lise Dion, Mélanie Maynard, Bianca Gervais, Marie-Thérèse Fortin ainsi que Diane Morissette et Pascal Roussel
12. Semaine 12 (23/11/15 au 27/11/15) : Isabelle Racicot, François Létourneau, Alex Perron, Catherine-Anne Toupin ainsi que Sylvain Boisvert et Chantal Grenier
13. Semaine 13 (30/11/15 au 04/12/15) : Alexandre Barrette, Jean-François Mercier, Brigitte Boisjoli et Vincent Graton ainsi que Julie Turcotte et Alexandre Bougie
14. Semaine 14 (07/12/15 au 11/12/15) : Mahée Paiement, Dany Turcotte, Chantal Fontaine, Yves P. Pelletier ainsi que Olivier Rochette et Nadia Charrette
15. Semaine 15 (15/12/15 au 18/12/15) : Chantal Lamarre, Pierre-François Legendre, Pierre Brassard, Hélène Bourgeois Leclerc ainsi que Alexandre Côté et Andréanne Roy
16. Semaine 16 (21/12/15 au 25/12/15) : Émilie Bibeau, Rémi-Pierre Paquin, Geneviève Brouillette, Anne-Marie Cadieux ainsi que Christian Matte et Catherine Gagnon
17. Semaine 17 (28/12/15 au 01/01/16) : Jean-François Breau, Patrice Robitaille, Mario Tessier, Anne-Élizabeth Bossé ainsi que Martin Roberts et Stéphanie Dion
18. Semaine 18 (04/01/16 au 08/01/16) : Chantal Lacroix, Céline Bonnier, José Gaudet, Éric Bernier ainsi que Caroline Murray et Guillaume Duranceau-Thibert
19. Semaine 19 (11/01/16 au 15/01/16) : Bernard Fortin, Réal Béland, Marie-Soleil Dion, Maude Guérin ainsi que Annie Roy et Pascal Desjardins
20. Semaine 20 (18/01/16 au 22/01/16) : Maripier Morin, Jean-Nicolas Verreault, Pascale Bussières, Sébastien Diaz ainsi que Marie-France Laporte et Jean-Sébastien Villeneuve
21. Semaine 21 (25/01/16 au 29/01/16) : Emmanuel Bilodeau, Sonia Vachon, Catherine Trudeau, Frédérick DeGranpré ainsi que Annie Robinette et Marie-Claude Audet
22. Semaine 22 (01/02/16 au 05/02/16) : Benoît McGinnis, Julie Le Breton, Éric Bruneau, Hélène Bourgeois Leclerc ainsi que Charles Tremblay et Stéfanie Bergeron
23. Semaine 23 (08/02/16 au 12/02/16) : Jean-Michel Anctil, Pierre-Yves Lord, Anne-Marie Withenshaw, André Robitaille ainsi que Jean-Mathieu Chénier et Marie-Claude Renaud
24. Semaine 24 (15/02/16 au 19/02/16) : Étienne Boulay, Christian Bégin, Marie-France Bazzo, Sébastien Benoît ainsi que Martin Dubé et Véronique Gagné
25. Semaine 25 (22/02/16 au 26/02/16) : Valérie Blais, Macha Limonchik, Vincent Bolduc, René Richard Cyr ainsi que Claude-Olivier Taillefer et Cynthia Descheneaux
26. Semaine 26 (29/02/16 au 04/03/16) : Phil Roy, Pier-Luc Funk, Sarah-Jeanne Labrosse, Debbie Lynch-White ainsi que Jonathan Bergeron et Maude Gareau-Hurtubise
27. Semaine 27 (07/03/16 au 11/03/16) : Léane Labrèche-Dor, Philippe Laprise, Jean-René Dufort, Ricardo Larrivée ainsi que Stéphane Lacasse et Catherine Lemarier-Saulnier
28. Semaine 28 (14/03/16 au 18/03/16) : Mélanie Maynard, François Létourneau, Joël Legendre, Vincent-Guillaume Otis ainsi que Jean-François Mercier et Stéfanie Blanchette
29. Semaine 29 (21/03/16 au 25/03/16) : Mathieu Quesnel, Josée Deschênes, Marie-Thérèse Fortin, Guylaine Tremblay ainsi que
  - Émission spéciale d'une heure (21/03/16) sur Les Pays d'en haut avec Anne-Élizabeth Bossé, Julie Le Breton, Maxime Le Flaguais, Michel Charette, Sarah-Jeanne Labrosse, Mario Jean et Rémi-Pierre Paquin
30. Semaine 30 (28/03/16 au 01/04/16) : Pascale Montpetit, Nathalie Mallette, David Savard, Catherine Proulx-Lemay ainsi que
  - Émission spécial d'une heure (28/03/16) sur la Programmation Printemps-Été 2016 de Ici Radio-Canada avec Sébastien Benoît, Pénélope McQuade, Dany Turcotte, Stéphane Bellavance, Jean-Luc Mongrain, Marie-Soleil Michon, Bianca Gervais, Marie-José Turcotte ainsi que Olivier Lalonde et Amélie Léveillé
31. Semaine 31 (04/04/16 au 08/04/16) : Dominic et Martin, Pauline Martin, Philippe Bond
32. Semaine 4 (23/01/17 au 27/01/17) : Renaud Paradis et Catherine Proulx-Lemay et Sophie Lorain et Vincent Graton